# Ulrike Schmidt
Ingrid Ulrike Schmidt (Remscheid, 30 de mayo de 1969) es una deportista alemana que compitió en voleibol, en la modalidad de playa. Ganó una medalla de bronce en el Campeonato Europeo de Vóley Playa de 2001.

## Palmarés internacional
| Campeonato Europeo | Campeonato Europeo | Campeonato Europeo | Campeonato Europeo |
| Año                | Lugar              | Medalla            | Pareja             |
| ------------------ | ------------------ | ------------------ | ------------------ |
| 2001               | Jesolo (Italia)    | Medalla de bronce  | Andrea Ahmann      |